# Aradi Tükör
Aradi Tükör Aradon 1915-ben indított riportlap. Felelős szerkesztője Schulik (később Sulik) Kálmán. Szocialista szellemiség és erősen pacifista, háborúellenes beállítottság jellemezte, de gyakran foglalkozott társadalmi kérdésekkel (a családok nehéz helyzetével, szóvá tette az ellátás háború alatti akadozását, a korrupciót). Ugyanakkor nyíltan szembefordult a bolsevizmussal, a magyar Tanácsköztársasággal.
Időnként szépirodalmi alkotásokkal is meglepte olvasóit: közölt novellákat Bors Lászlótól, Makszim Gorkijtól, Knut Hamsuntól, verset Heltai Jenőtől, Telekes Bélától, publicisztikát Balázs Bélától. 1921-ben, az újságírósztrájk idején napilapként jelentkezett, a szervezet kiadásában, majd beszüntette megjelenését.